# Grécia Central
Grécia Central ou Grécia Continental é a periferia da Grécia localizada a norte e noroeste da Ática. Tem fronteiras com a Tessália, a norte e com a Grécia Ocidental, a oeste e está limitada a sul pelo Golfo de Corinto. Divide-se nas prefeituras de Eubeia, Euritânia, Fócida, Ftiótida e Beócia. A sua capital é Lâmia, na prefeitura da Ftiótida.